# ロストワールド (漫画)
『ロストワールド』は、手塚治虫のSF漫画作品。副題は「前世紀」。

## 概要
本作品には、執筆時期の異なる複数の版が存在する（後述）が、通常「手塚治虫の『ロストワールド』」と言った場合、不二書房から1948年に発売された単行本を指す。この不二書房版は、翌1949年に発売された『メトロポリス』、1951年発売の『来るべき世界』と共に「初期SF三部作」と呼ばれる、手塚治虫初期の代表作である。ただしストーリーや登場キャラクターは、手塚が少年時代から書きためていた習作、俗に「私家版」と言われる作品を踏襲している。その内容は、豊富なSFガジェット、また悲劇的・破局的な終幕など、当時の漫画には見られなかった要素を多々含んでいた。少年時代の手塚が「私家版」冒頭に掲げた「これは漫畫に非ず　小説にも非ず」という一文に、その自負がうかがえる。
なお、本作品はアーサー・コナン・ドイルの小説『失われた世界（LOST WORLD）』と直接の関係はない。手塚は「私家版」執筆当時、「ロストワールド」のタイトルだけを知ってこれを拝借したもので、「私家版」ではタイトルを「ROST WORLD」と綴っていたという。関西輿論新聞版にも「The Rost World」という表記が見られる。

## 5つの『ロストワールド』
手塚治虫は、『ロストワールド』を5回にわたり執筆したとしており、そのうち4つが公表されている。
第1号（私家版）
手塚によれば、執筆は「北野中学二、三年の頃」（後述するように、実際の執筆時期は北野中学卒業後の1945年夏だとする説がある）。確認される最古の版。当然ながら商業出版を前提としたものではなかったが、保管されていた原稿が1982年に名著刊行会から単行本化され、手塚の死後1994年に手塚治虫漫画全集にも収録された。ただし、原稿は単行本化の時点で一部が欠損している。
第2号（私家版改訂版）
手塚によれば、昭和18年（1943年）から19年（1944年）にかけて執筆したもの（後述するように、実際の執筆時期は戦後の1946年夏だとする説がある）。本格的な装丁が施され、手塚の友人たちの間で読まれていたが、のちに紛失したとされ現存しない。
第3号（関西輿論新聞版）
『関西輿論新聞』（後の『新関西』）1946年10月21日付より連載、全39回であるが最終回の掲載日は不明。版元都合により連載が中断し未完。2回分の切り抜きが現存していたことは知られていた。後に手塚治虫自身の遺品のスクラップブックから全39回のうち第1回含む35話分の切り抜きが遺されている事が判明した。第7回、第23回、第38回、第39回の4話分全部と第21回の一部は欠損していた。2020年4月の『手塚治虫アーリーワークス』に現存する話全てが収録された。連載第1回の標題は「長篇物語 ロスト・ワールド The Rost World」。
プロットは先行して書かれた私家版、2年後に書かれた不二書房版のいずれとも大幅に異なる。
手塚の回想によれば毎日8コマ連載で、打ち切りの理由は紙不足で新聞がブランケット判からタブロイド判になり、紙面に余裕がなくなったためという。また、次第に『私家版』の構想を離れ、のちの不二書房版とも異なる独自の展開となり、打ち切り直前には、敷島博士の子を妊娠したあやめが、人間の姿を保つことができなくなって樹の姿になってしまい、木の子、つまりキノコを産み落とす、という展開になっていたという。ただし、現存する切り抜きにそのような場面はない。
第4号（不二書房版）
1948年12月に不二書房から書き下ろし単行本として発売、「地球編」「宇宙編」の全2巻から成る。一般に『ロストワールド』として挙げられるのはこの版であり、手塚治虫漫画全集への収録を含めてたびたび復刻されている。
執筆自体は『地底国の怪人』『魔法屋敷』（共に1948年2月発売）の直後に行われたが、内容が難しいなどの理由から単行本化が一時先送りされていた。しかし実際に発売されると、すぐに前後編合わせて40万部を売り上げ、『週刊朝日』などにも取り上げられるベストセラーとなった。
第5号（冒険王版）
1955年に秋田書店の「冒険王」誌で、『前世紀星』のタイトルで連載、未完。2010年に国書刊行会より復刻された。
これらの作品は大筋において共通するが、細部の描写はそれぞれ微妙に異なっている。手塚治虫の初期漫画作品の中には、『月世界紳士』（1948年、リメイク版1951年）や『地底国の怪人』（1947年、リメイク版は『地球トンネル』1951年、『アバンチュール21』1970年）のように、手塚自身によるリメイク作品が幾つか存在するが、『ロストワールド』は、その回数において最たるものである。しかも手塚は、1982年に『ロストワールド 私家版』が公刊された際「また書き改めることがあるかもしれない」とのメッセージを添えており、彼にとって大きな意味を持つ作品であると言えるだろう。
なお、上述の第1号・第2号の執筆時期については、『ロストワールド 私家版』公刊時に付された手塚の「あとがきにかえて」によるが、第1号の執筆時期が日米開戦（1941年12月）よりも前であることを示唆する記述がある一方で、執筆の時期は『幽霊男』（手塚の日記から、執筆は1945年4月以後であることが判明している）の後だとするなどの矛盾があり、また、手塚自身の発言も一定しておらず、発言のたびに微妙に説明が変わっていることが指摘されている。
漫画研究家の竹内オサムは、手塚の日記に、1946年6月から8月にかけて『ロストワールド』を執筆・製本したとする記述があることや、『幽霊男』が「てづかまんがそうしょ」の2・3巻、公刊された『私家版』が同4・5・6巻となっていることなどを根拠として、現在知られている『私家版』は、実際には1946年夏に執筆された第2号であり、これとは別に、中学時代に執筆された第1号が存在したのではないか、と推測している。一方、手塚プロダクション資料室長の森晴路は、手塚の『昆虫手帳』に、1945年7月4日の項の次のページに『ロストワールド』が「7月20日発行予定」とあることから、『私家版』は1945年7月頃に執筆された第1号であり、1946年6 - 8月に執筆されたものは、紛失されたとされる改訂版（第2号）だと推定している。

## 「私家版」と「不二書房版」
前述のとおり、手塚が少年時代に執筆した「私家版」は後に商業出版として公刊されており、これを「不二書房版」と比較することで作者・手塚治虫の変遷を見ることができる。両版の大きな違いとしては「主人公の年齢（私家版では青年、不二書房版では少年）」「流血シーン（私家版には多く見られる）」「恋愛描写（不二書房版では、義兄妹としての間接的表現にとどまる）」などの点がある。これらの差異を生み出した原因としては、第1にアマチュア少年とプロ漫画家の差、第2に戦中と戦後という執筆された時代から来る「ゆとり」の差、第3には手塚の目指した「大人漫画」と、不二書房版の「子供漫画」の差が挙げられる。たとえば、主人公たる敷島博士を少年とする変更や、直接的な恋愛描写を避ける改訂は第3、私家版の流血シーンや悪役ランプの国籍などは第2に由来するといえる。手塚自身も、流血描写について「当時の殺伐とした雰囲気」の影響を指摘している。

## ストーリー
以下のあらすじは不二書房版に基づく。

### 地球編
太古の地球から分かれて飛び去ったという遊星「ママンゴ星」が500万年ぶりに地球へ接近した。地球と同様の大気や生物層を有し、人類が存在する可能性すらあるというこの星の接近に、科学者をはじめとした全地球人が好奇の目を向ける。少年科学者の敷島健一は、偶然からこのママンゴ星より飛来した隕石を入手し、これに電流を通すことで膨大なエネルギーを得られることを発見した。しかしこの事実ゆえに、博士はこの隕石を求める謎の秘密結社に狙われる。義侠心ゆえにこの事件を請け負った私立探偵ヒゲオヤジ、そして敷島博士に改造されたウサギのミイちゃんは、隕石を狙う結社の怪人たちと知力・体力を駆使した戦いを展開する。

### 宇宙編
ヒゲオヤジらの協力を受けて結社の陰謀を退けた敷島博士は、隕石のエネルギーを動力とする宇宙ロケットを建造し、自らママンゴ星の探検を計画した。ヒゲオヤジやミイちゃん、共同研究者の豚藻博士と彼の作り出した「植物人間」の少女達、さらに特ダネを狙って密航した新聞記者ランプらを載せ、ロケットはママンゴ星に到着する。そこは生物の進化が地球より何百万年も遅れた世界、恐竜や巨大シダ植物が繁栄する「前世紀」の地であった。やがて手柄の横取りを狙う結社の刺客たちと戦いが起き、戦闘や事故でほとんどの人間が命を落とす。敷島博士と植物人間のあやめはママンゴ星に取り残され、ヒゲオヤジは唯一の生存者として地球に帰還する。そして彼は形見となったミイちゃんの長靴を眺めながら、一連の事件を悲しく回想するのだった。

## 登場人物
この節では、本作品の登場人物について解説する。本作品には「ヒゲオヤジ」「アセチレン・ランプ」など、手塚のスター・システムを代表するキャラクターが多数登場している。不二書房版は手塚のプロ漫画家デビューから少し経った年の発売であり、ほとんどのスターはそれ以前に発売された作品中で「商業デビュー」を果たしていた。しかし「概要」の節ですでに述べたとおり、本作品は少年時代から温められていたもので、その時点から配役はほぼ固定されていた。「私家版」が商業出版上で発売された1982年以降、この「私家版」の出演をもって彼らの「デビュー」とみなす資料もある。また手塚自身による記述でも、これらの経緯に触れることなく「○○は『ロストワールド』でデビューした」としていることがあるので注意が必要である。
なお、関西輿論新聞版（連載は『新宝島』よりも前）は、ヒゲオヤジ、アセチレン・ランプ、ブタモ・マケルが登場していること、シキシマ博士が青年の姿で描かれていることが確認できる。したがって、少なくともヒゲオヤジ、ランプ、ブタモ・マケルの三人については、関西輿論新聞版『ロストワールド』を商業デビュー作と見なすことが可能である。
ヒゲオヤジ
本名、伴俊作（ばんしゅんさく）。職業は私立探偵で、本編冒頭の殺人事件に首をつっこんだのをきっかけに、ママンゴ星をめぐる大冒険に挑むこととなる。本編の最後には主要登場人物の中で唯一の生存者となる。
「私家版」では伴という名前は出ず、「火氣親父（ヒゲオヤヂ）」とのみ名乗っている。また、本編自体が彼のつづった手記という体裁になっており、冒頭には彼の献辞も載せられている。
演じているのは、手塚スターシステム上で芸歴、出演作数共にトップクラスのキャラクター。「ヒゲオヤジ」を参照。
敷島健一（しきしま・けんいち）
理学・医学博士の肩書きを持つ天才少年科学者。秘密研究所において、脳改造で動物に人間並みの知能を持たせる研究を行っていた。ママンゴ星から飛来した隕石を偶然入手してその秘密に気づき、ママンゴ星の探検を計画する。最後にはロケットの暴発によって、あやめと共にママンゴ星へ取り残され、相思相愛となったあやめと結婚し、ママンゴ星で生きる決心をする。
演じているのは「ケン一」の名で知られる少年スター。
「私家版」では、敷島鵬翼（ほうよく）という青年科学者。かつて極貧生活の中で狂気に陥りながら、耳男の改造を成功させた経緯が詳しく描かれている。またその年齢から、後半におけるあやめとの恋愛はごく自然なものとなっている。
ミイちゃん
敷島博士による改造動物第一号のオスのウサギ。二足歩行し、人間と同等の知能や器用さを持つ。邪我汰家で預かられていたが、殺人事件の後にヒゲオヤジを案内して敷島博士の研究所へ戻り、ヒゲオヤジと共に数々の事件や冒険に出会っていく。後にママンゴ星探検隊に同行するが、地球に帰還した際墜落したロケットの中で死亡し、形見の長靴のみを遺す。
本名は「耳男（みみお）」。
演じているのは、手塚の初期作品に多数登場した動物スター。『地底国の怪人』でも「耳男」の役名で出演している。
豚藻負児（ぶたも・まける）
敷島博士の研究所に所属する植物学の博士。植物に知能と理性を与え、人間そっくりの「植物人間（医学的な植物状態のことではない）を作り出すことに成功する。「植物人間」を女性型に作った理由として「植物は自分で種を作って子を増やすのだから女性以外にはなりえない」と主張していたが、実は自分が醜くて嫁のなり手がいなかったため、自分の妻となる女性を作り出すことが真の目的だった（「私家版」ではこの設定は存在しない）。実は結社側の人間で、敷島博士を裏切り結社メンバーの密航を促すが、探検中に恐竜に襲われて死亡する。
演じているのは、手塚スターシステムでも古参クラスのキャラクター。本作品が代表作であるため「ブタモ・マケル」の名で知られる。
アフィル
エネルギー石を狙う秘密結社メンバーのひとり。敷島博士の研究所近くに作られた結社支部のリーダー格である。支部に乗り込んだヒゲオヤジとミイちゃんに支部の施設を爆破されるが、後に逆転を期して敷島博士のロケットへ密航。探検隊の隙をついてロケットを制圧するも、そこへ乱入した肉食恐竜に惨殺される。「私家版」では、「アヒル」のあだ名と、「アフィル・ガッチョー」というフルネームが記されている。
このキャラクターは本作品以降も、脇役として長く活動を続けている。
カオー・セッケン
秘密結社メンバーのひとり。せむしの小男で、本編冒頭で邪我汰良平を殺した実行犯である。アフィルらと行動を共にし、敷島博士のロケットを制圧するが、結社の仲間たちが死亡すると再び裏切ったランプに撃たれて殺される。「私家版」におけるあだ名は「セムシ」。
このキャラクターは本作品以降も、脇役として長く活動を続けている。
グラターン
秘密結社メンバーのひとり。隻眼の大男。アフィルらと行動を共にし、敷島博士のロケットを制圧するが、アフィルと共に肉食恐竜に殺されてしまう。「私家版」では「グラタン・フーカデン」という名前で、通称「カタメ」。
このキャラクターは本作品以降も、脇役として長く活動を続けている。
ホールス
秘密結社メンバーのひとり。山野を襲った実行犯で、その後に敷島博士の研究所へ侵入する。禿げ頭に口ひげという風貌がヒゲオヤジと似ており、そのため研究所と結社の両方でたびたび混乱が起きる。
秘密結社メンバーの中で彼のみ、本作品以後のキャラクター展開が見られない。
山野穴太（やまの・あなた）
敷島博士の友人。エネルギー石を預かっていたが、ホールスによって石を奪われ、重傷を負う。後に敷島博士のママンゴ星探検隊に加わるが、ロケットが結社の襲撃を受けた際に裏切ったランプに射殺される。「私家版」では「山野茂作（やまの・もさく）」という名前。
このキャラクターは本作品以降も、脇役として長く活動を続けている。
大場加三太郎（おおば・かみたろう）
敷島博士の研究所に所属する、博士の部下。敷島博士を敬愛するあまり部外者への警戒心が強く、事件に関わってきたヒゲオヤジへ露骨に敵意を向ける。後に敷島博士のママンゴ星探検隊に加わるが、ロケットを襲撃した結社の刺客に撃たれて致命傷を負い、その際にヒゲオヤジが悪人でないことも知って彼にわびながら息を引き取る。
このキャラクターは本作品以降も、脇役として長く活動を続けている。
力有武（ちから・ありたけ）
敷島博士の研究所に所属する、博士の部下。後に敷島博士のママンゴ星探検隊に加わり、ロケットを襲撃した結社の刺客たちと戦って戦死する。 「私家版」では最期のシーンが、ロケットを制圧されたことを恥じて切腹し、自らの内臓を敵に投げつけるという過激なものであった。
このキャラクターは本作品以降も、脇役として多数の作品に出演し、手塚スターシステムを代表するキャラクターのひとりに数えられる。
花輪重志（はなわ・おもし）
邪我汰良平の執事。ヒゲオヤジに「卒倒の名人」と皮肉られるほど気が弱い。後に敷島博士のママンゴ星探検隊に加えられるが、直前まで観光旅行に連れて行ってもらえると勘違いしていた。結社の刺客達との戦いで戦死。
このキャラクターは本作品以降も、脇役として長く活動を続けている。
あやめ
豚藻博士が作り出した「植物人間」のひとり。服の胸元にあるアヤメの花のマークで、同型のもみじと区別される。豚藻博士の妻となるよう強要されていたが、彼に対しては自分を作った父親以上の愛情を抱けず、むしろ敷島博士に惹かれて彼を「おにいさま」と慕う。後にロケットの暴発事故によって敷島博士と共にママンゴ星に取り残された。その際、敷島からの求婚を受け入れ、将来にふたりの子孫である「動植物人」がママンゴ星に繁栄するであろうとの未来予想が示される。
このヒロインを演じたキャラクターは、後に『メトロポリス』で演じた主役の人造人間の名にちなんで「ミッチィ」として知られる。
もみじ
豚藻博士が作り出した「植物人間」のひとり。あやめと同一の鋳型で人の形を作られたため、外見はあやめとそっくり。胸元にはモミジの葉のマークが付いている。あやめよりも無邪気な性格のため、豚藻博士の妻となる命令を受け入れようとしていたが、ママンゴ星探検へ向かうロケットの中で、食糧不足で飢えたランプに食べられてしまう。この結果、豚藻博士の執着心はふたたびあやめへ向けられることとなった。
アセチレン・ランプ
「テンプラ新聞社」に所属する新聞記者。ママンゴ星絡みのスクープを追ううちに敷島博士の研究所にたどり着き、ママンゴ星探検隊のロケットに密航。強引に探検隊の一員となり、船内の徘徊やあやめへのセクシャルハラスメント、果ては食糧が不足した際、もみじを殺して食べるという凶行に走る。後に探検隊と結社の対立が表面化すると、あっさりと裏切って邪魔者を殺し、ママンゴ星探検の名誉と賞金を独り占めしようとする。最後には誤ってロケットの窓を破壊してしまい、宇宙空間に放り出されて死亡する。
「私家版」ではフルネームはなく「ラムプ」とのみ呼ばれる。最後になってアメリカ人であることが明かされる。またその最期は、ロケット内部の機械に巻き込まれて圧死するというものだった。
彼を演じたのは、手塚スター・システムを代表する悪役キャラクター。「アセチレン・ランプ」を参照。
邪我汰良平（じゃがた・りょうへい）
敷島博士の友人である理学士。敷島博士からエネルギー石を預かっていた。彼がカオー・セッケンに射殺され、エネルギー石を奪われるところからこの物語は始まる。「私家版」では名前が「邪我汰良助（りょうすけ）」で、射殺ではなく喉に短刀を突き立てられて刺殺される。関西輿論新聞版では名前が「邪我汰良介」で、エネルギー石を盗まれるが殺害はされず、また「アイコ」という娘がいる。
ジュピター博士
米国天文学会名誉会長。ヤーケーザケ天文台からママンゴ星の接近を観測し、「ママンゴ星についてもっともすばらしい発見をした人に賞金1000万円をさしあげる」と宣言。時ならぬママンゴ星研究フィーバーを招く。「私家版」には登場せず、関西輿論新聞版で「ヂュピター博士」として初めて登場する。
浦鳴（うらなり）
「私家版」にのみ登場する、敷島博士の研究所の給仕。探検隊出発の朝、「易者に今回の探検旅行を占ってもらったら大凶と出た」という話をする。

## 単行本
- ロストワールド
  - 『ロストワールド（前世紀）』不二書房（1948年）全2巻
  - 虫の標本箱II『ロストワールド』青林堂（1976年）全2巻
  - 『ロスト・ワールド（前世紀）』桃源社（1976年）全1巻
  - 手塚治虫初期漫画館『ロスト・ワールド』名著刊行会（1980年）全2巻
  - 手塚治虫漫画全集『ロストワールド』講談社（1982年）全1巻
  - 小学館叢書『手塚治虫初期傑作集1』小学館（1990年）全1巻
  - 角川文庫『ロストワールド』角川書店（1994年）全1巻
  - 虫の標本箱2『ロストワールド』ふゅーじょんぷろだくと（1999年）全2巻
  - 手塚治虫文庫全集『ロストワールド メトロポリス』講談社（2009年）全1巻
  - SF三部作完全復刻版と創作ノート『ロストワールド』小学館クリエイティブ（2011年）全2巻
- 私家版ロストワールド
  - 日本名作漫画館SF編『ロストワールド（私家版）』名著刊行会（1982年）全3巻
  - 手塚治虫漫画全集『ロストワールド（私家版）』講談社（1994年-1995年）全2巻
  - 手塚治虫文庫全集『ロストワールド（私家版）』講談社（2010年）全1巻
- 前世紀星
  - 手塚治虫少年漫画作品集 (手塚治虫オリジナル版復刻シリーズ)『銀河少年』国書刊行会（2010年）